# Corothamnus
Corothamnus là một chi thực vật có hoa trong họ Đậu.